# Тейнтоу
 Тейнтоу — крупное поселение в окружении Бамо в округе Бамо в штате Качин на северо-востоке Бирмы.

## Туризм
Передвижение по дорогам штата ограничено.
Посещение иностранцами только в сопровождении.
Тем не менее довольно яркий горный поселок.
Местные жители сохранили традиции качин, практически слабо поддавшись влиянию китайской культуре жителей Бамо.
Исповедуют буддизм, при этом сохраняя культ предков и почитание духов природы.